# Mercedes de la Merced
Mercedes de la Merced Monge (ur. 31 października 1960 w Sorii, zm. 5 maja 2013 w Madrycie) – hiszpańska polityk i samorządowiec, posłanka do Parlamentu Europejskiego IV kadencji, zastępczyni alkada Madrytu.

## Życiorys
W wieku kilkunastu lat zaangażowała się w działalność organizacji młodzieżowej Unii Demokratycznego Centrum. W 1982 ukończyła filozofię na Uniwersytecie w Saragossie. Pracowała następnie w administracji rządowej Kastylii i Leónu. Na początku lat 90. przeniosła się do Madrytu, weszła w skład władz regionalnych Partii Ludowej, została również radną Madrytu. W latach 1994–1995 sprawowała mandat eurodeputowanej IV kadencji, zasiadając we frakcji Europejskiej Partii Ludowej. Odeszła z PE w związku z objęciem stanowiska zastępcy alkada Madrytu. Od 2000 do 2003 była pierwszym zastępcą alkada. W 2004 wybrana na posłankę do Kongresu Deputowanych. Pełniła funkcję sekretarza związku stolic państw iberoamerykańskich UCCI (Unión de Ciudades Capitales Iberoamericanas) i przewodniczącej organizacji kobiecej Mujeres en Igualdad.
Zmarła w 2013 na chorobę nowotworową.